# Fujiwara no Umakai
Fujiwara no Umakai (japanski 藤原 宇合, ふじわら の うまかい) (8. godina carice Jitō /694. – 5. dan 8. mjesec 9. godine Tenpyōa/7. rujna 737.) je bio japanski političar, državnik, general, diplomat i dvorjanin na japanskom dvoru u razdoblju Nari.
Osnovao je ogranak klana Fujiware Shiki-ke.
Sin je poznatog moćnika Fujiware no Fuhita. i Soge no Shiyōshi (Soge no Machiko). Unuk je osnivača klana Fujiware Fujiware no Kamatarija.
Fujiwara no Umakai je imao trojicu braće i polubraće: Fujiwaru no Mara, Fujiwaru no Fusasakija (681. – 737.), Fujiwaru no Muchimara. Svi su bili osnivačima ogranaka klana Fujiware. Imao je četiri polusestre, kojima je zajednički roditelj bio njihov otac. Jedna je postala Miyako, supruga cara Mommua, a koja je rodila cara Shōmua.
Među Umakaijevom djecom ističu se Fujiwara no Hirotsugu (藤原広嗣, ? - 740.) i Fujiwara no Joshitsugu (716. – 777.) s kćeri Iso no Kami no Marua. S drugom je suprugom imao sina Fujiwaru no Kiyonarija. S trećom je suprugom imao sina Fujiwaru no Tamaroa （藤原田麻呂, 722. – 783.). Sina Fujiwaro no Momokawu ( 藤原百川, 732. – 779.) （732. – 779.) imao je sa suprugom Kume no Wakame. S petom je suprugom imao sina Kurajimara (藤原蔵下麻呂, 733. – 775.)
Bio je diplomatom za vladanja carice Genshō;  i bio je ministrom za vladanja cara Shōmua. Na carskom je dvoru bio glavnim administratorom ministarstva građanskih usluga, Shikibu-shōa, shikibu-shō.
716. je tijekom 2. mjeseca Reikija zajedno s Tajihijem no Agatamorijem (多治比縣守), Abeom no Yasumarom (阿倍安麻呂) i Ōtomom no Yamamorijem (大伴山守) bio imenovan dijelom japanskog izaslanstva u carsku Kinu u kojoj na vlasti bila dinastija Tang. Ondje je bio od 717. do 718. godine. Kibi no Makibi i budistički redovnik Genbō su također bili dijelom te skupine svite. 724. je 1. mjeseca Jinkija poveo vojsku protiv Emishija; no taj vojni pohod je poslije ocijenjen neuspješnim. 729. je 1. mjeseca Tenpyōa car dao Umakaiju ovlast podići vojsku radi nasilna gušenja pobune, no uzrok uzbune se osuo tako da nije bilo potrebe vojno djelovati.
Umro je 737. godine, 9. mjeseca Tenpyōa u dobi od 44 godine za vrijeme epidemije velikih boginja koja je pokosila trojicu njegove braće.